# Clay Township (comté de Huntingdon, Pennsylvanie)
Pour les articles homonymes, voir Clay Township.
Clay Township est un township situé au sud de la partie centrale du comté de Huntingdon, en Pennsylvanie, aux États-Unis,. En 2010, il comptait une population de 926 habitants.

## Démographie
Lors du recensement de 2010, le township comptait une population de 926 habitants. Elle est estimée, en 2018, à 757 habitants.

### Source de la traduction
- (en) Cet article est partiellement ou en totalité issu de l’article de Wikipédia en anglais intitulé « Clay Township, Huntingdon County, Pennsylvania » (voir la liste des auteurs).